# Max Wladimir von Beck
Max Wladimir von Beck (6. září 1854 Vídeň – 20. ledna 1943 Vídeň) byl rakousko-uherský, respektive předlitavský státní úředník a politik. Jako absolvent práv vstoupil do státních služeb, řadu let působil na ministerstvu orby. V letech 1906–1908 byl předsedou vlády Předlitavska, do jeho funkčního období spadá především uzákonění všeobecného volebního práva (1907). Z funkce premiéra odstoupil kvůli nesouhlasu s anexí Bosny a Hercegoviny, nadále ale zastával vysoké funkce v různých institucích. Ve veřejném životě v Rakousku byl aktivní i po rozpadu monarchie. 

## Biografie

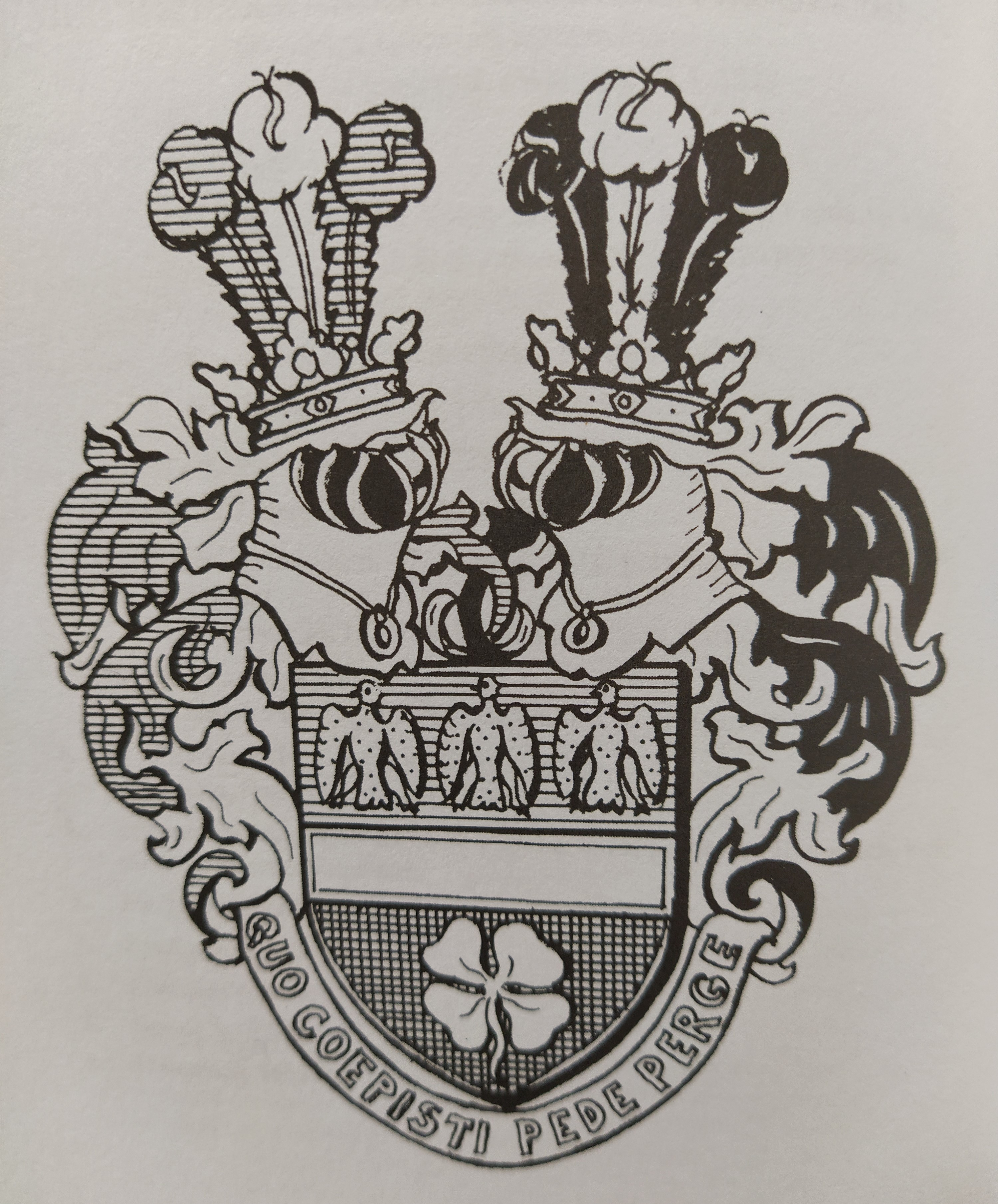
Erb rodiny Becků

Pocházel z vlivné vídeňské rodiny, která měla původ na jižní Moravě, byl vnukem Jana Becka, hostinského a rolníka v Budči. Narodil se jako jediný syn Antonína Jaroslava Becka (1812–1895), který byl dvorním radou, ředitelem státní tiskárny a vydavatelem Wiener Zeitung. Studoval Akademické gymnázium ve Vídni, kde byl mimo jiné jeho spolužákem Tomáš Garrigue Masaryk, poté absolvoval práva na Vídeňské univerzitě, titul doktora práv získal v roce 1878. Ještě za studií vstoupil do státní služby, nejprve jako konceptní praktikant na finanční prokuratuře (1876) a poté u Tabákové režie (1878). Od roku 1880 působil na ministerstvu orby, kde se postupně vypracoval až na pozici sekčního šéfa. Podílel se na přípravě významných předloh v oblasti agrární reformy. Jako odborník měl na starosti zasvěcení nástupníka trůnu Františka Ferdinanda d'Este do otázek státního práva a ústavy. Až do smrti Ferdinanda d'Este byl jeho blízkým spolupracovníkem a přítelem.

### Ministerský předseda

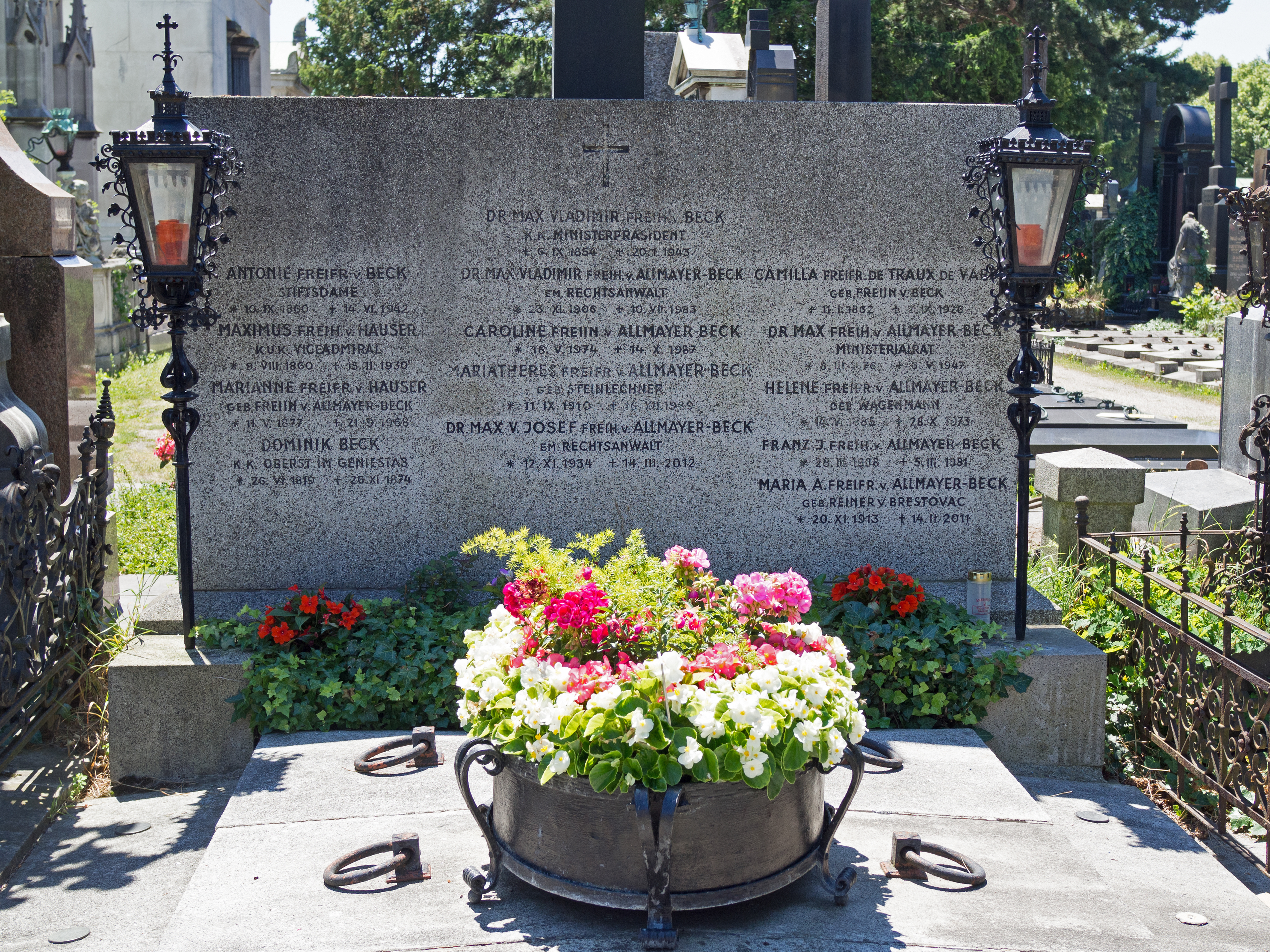
Hrob rodiny Becků na hřbitově v Hietzingu

Vrchol jeho politické kariéry nastal na počátku 20. století. Od 2. června 1906 do 15. listopadu 1908 byl předsedou vlády Předlitavska (vláda Maxe Becka). Jeho nástup do funkce předsedy vlády byl přitom nečekaný. Beck měl ovšem výhodu konzervativního původu a zároveň i pochopení pro parlamentarismus. Díky tomu dokázal dokončit práce na volební reformě (všeobecné rovné volební právo), podle které pak proběhly volby do Říšské rady roku 1907. Do vlády na rozdíl od předchozích spíše úřednických kabinetů povolal několik parlamentních politiků včetně zástupců německé, polské a české politické scény. Po volbách se udržela vláda u moci, ačkoliv musela složitě manévrovat v roztříštěném parlamentu rozděleném na stavovské a etnické frakce. Na podzim 1907 takto dokázal prosadit v parlamentu i zásadní předlohu v podobě obnoveného finančního vyrovnání mezi oběma polovinami monarchie. V roce 1908 ovšem čelil jako předseda vlády oslabování svých pozic. Vyhrotilo se česko-německé napětí v českém zemském sněmu a dostal se do rozporu s vojenskými a dynastickými elitami, protože neměl pochopení pro rakousko-uherskou anexi Bosny a Hercegoviny. Když vládě vypověděli loajalitu němečtí křesťanští sociálové, byl nucen podat demisi, přičemž svůj konec v čele vlády hodnotil jako výsledek komplotu a zrady ve vlastních řadách.
V roce 1907 byl jmenován doživotním členem Panské sněmovny. Veřejně se angažoval i po zániku monarchie. Od roku 1919 do roku 1938 byl prezidentem rakouské organizace Červeného kříže a v období let 1915–1934 také prezidentem rakouského Nejvyššího účetního dvora (Oberster Rechnungshof).
Zemřel ve Vídni 20. ledna 1943 ve věku 88 let, pohřben je na hřbitově v Hietzingu.

## Tituly a ocenění
Již v roce 1898 byl povýšen do stavu svobodných pánů; baronský titul byl oceněním zásluh jeho otce, byl udělen matce a Maxovým sestrám. Jako ministerský předseda získal titul c. k. tajného rady s nárokem na oslovení Excelence (1906). Za zásluhy byl nositelem Řádu železné koruny II. třídy (1902), během působení ve funkci předsedy vlády obdržel velkokříž Leopoldova řádu (1907) a velkokříž Řádu sv. Štěpána (1907). Několik ocenění získal také od zahraničních panovníků, byl nositelem velkokříže britského Viktoriina řádu, saského Albrechtova řádu, řeckého Řádu Spasitele, španělského Řádu Karla III., rytířem pruského Řádu koruny I. třídy, komandérem bulharského Řádu sv. Alexandra a papežského Řádu sv. Silvestra. Byl také čestným rytířem Maltézského řádu, za první světové války získal ocenění od Červeného kříže a Válečný kříž Za občanské zásluhy.

## Rodina
V roce 1896 se v Hietzingu oženil s baronkou Helenou Dóczyovou, rozenou Mayerovou von Gunthof (1863–1930). Helena byla předtím manželkou novináře a politika židovského původa barona Ludwiga Dóczyho (1845–1919), s nímž se rozvedla v roce 1891. Manželství s Maxem Wladimirem zůstalo bezdětné. Max Wladimir adoptoval potomstvo své sestry Terezie, provdané Allmayerové (1856–1907), a synovec Maximilian Allmayer-Beck (1876–1947), který působil jako státní úředník, získal v roce 1906 titul barona.
Z rodiny Becků vyniklo na přelomu 19. a 20. století několik dalších členů, Maxův bratranec baron Paul Alexander Beck (1851–1921) byl prezidentem rakouského patentového úřadu, další bratranec Günther Antonín Beck (1856–1931) byl profesorem botaniky na Karlově univerzitě a ředitelem univerzitní Botanické zahrady.